# Elaphoglossum succubus
Elaphoglossum succubus är en träjonväxtart som beskrevs av John T. Mickel. Elaphoglossum succubus ingår i släktet Elaphoglossum och familjen Dryopteridaceae. Inga underarter finns listade.